# Sanni Leinonen
Pour les articles homonymes, voir Leinonen.
Sanni Maaria Leinonen, née le 8 novembre 1989 à Siilinjärvi, est une skieuse alpine finlandaise. Son frère jumeau Kalle Leinonen pratique le ski acrobatique.

## Biographie
Leinonen, membre du club de Tampere, prend part à ses premières compétitions internationales durant l'hiver 2004-2005, où elle gagne déjà plusieurs courses FIS. En février 2006, elle fait ses débuts dans la Coupe du monde à Ofterschwang, avant de gagner le titre national junior en slalom géant. En novembre 2006, elle se qualifie pour la première fois en seconde manche en slalom dans l'élite, pour finalement se classer 21e à Levi. Elle continue l'hiver avec bonne forme, finissant quatrième d'un slalom géant de Coupe d'Europe, puis dixième du slalom de Semmering en Coupe du monde. Leinonen est alors sélectionnée pour les Championnats du monde à Åre, où son meilleur résultat est trentième du slalom. Elle gagne le titre de championne de Finlande de super G en fin de saison.
En 2009, aux Championnats du monde à Val d'Isère, elle enregistre son meilleur résultat de l'hiver avec une onzième place en slalom. En janvier 2010, elle établit son plus haut classement dans l'élite avec une septième place au slalom de Maribor, résultat qu'elle ne confirme pas aux Jeux olympiques de Vancouver, où elle sort du tracé en slalom et se classe trentième en slalom géant.
Le 17 janvier 2011, elle est victime d'une rupture du ligament croisé antérieur du genou droit. Sa saison est terminée.
Elle décide d'arrêter sa carrière au haut niveau en 2012.
Depuis 2009, elle est en relation avec Anssi Koivuranta, coureur du combiné nordique et donne naissance à son premier enfant en 2016.

## Palmarès

### Jeux olympiques d'hiver
| Épreuve / Édition | Vancouver 2010 |
| Slalom géant      | Abandon        |
| Slalom            | 30e            |

### Championnats du monde
| Épreuve / Édition | Åre 2007 | Val d'Isère 2009 |
| Slalom géant      | 30e      | 11e              |
| Slalom            | 31e      | 21e              |

### Coupe du monde
- Meilleur classement général : 61e en 2010.
- Meilleur résultat : 7e (Maribor 2010, slalom).

| Saison/Classement | Général | Général | Slalom géant | Slalom géant | Slalom | Slalom | Combiné | Combiné |
| Saison/Classement | Class.  | Points  | Class.       | Points       | Class. | Points | Class.  | Points  |
| ----------------- | ------- | ------- | ------------ | ------------ | ------ | ------ | ------- | ------- |
| 2007              | 69e     | 86      | 50e          | 7            | 23e    | 79     | -       | -       |
| 2008              | 118e    | 5       | -            | -            | 52e    | 5      | -       | -       |
| 2009              | 85e     | 41      | 47e          | 10           | 35e    | 29     | 48e     | 2       |
| 2010              | 61e     | 94      | 45e          | 9            | 20e    | 85     | -       | -       |
| 2011              | 101e    | 23      | -            | -            | 40e    | 23     | -       | -       |

### Championnats de Finlande
- Médaille d'or en slalom en 2010.
- Médaille d'or en super-combiné en 2009.
- Médaille d'or en super G en 2007.
- Médaille d'argent en slalom en 2009.
- Médaille d'argent en slalom en 2008.
- Médaille d'argent en géant en 2007.
- Médaille d'argent en géant en 2006.
- Médaille de bronze en super G en 2008.
- Médaille de bronze en descente en 2008.
- Médaille de bronze en géant en 2008.
- Médaille de bronze en slalom en 2007.